# Oktyabrskaya-Revolyutsiya-Klasse
Die Flusskreuzfahrtschiffe der Oktyabrskaya-Revolyutsiya-Klasse, welche auch als Projekt 26-37 oder MOL1575 (slowakisch: motorova osobna lod 1575 Motorschiff PS 1575) bekannt wurden, sind fluss- und kanalgängige Binnenpassagiermotorschiffe mittelgroßer Bauart. Die Serie trägt den Namen der Oktoberrevolution (russisch Октябрьская революция) in Russland.

## Einzelheiten
Im Auftrag der sowjetischen Regierung baute die Werft Narodny Podnik Škoda (slowakisch Slovenske Lodenice n.p. Komarno) in Komárno in den Jahren 1957 bis 1962 14 Einheiten der Schiffsklasse für die Wolga-Reederei. Das erste Schiff dieser Klasse, Oktyabrskaya Revolyutsiya, wurde 1957 abgeliefert. Bis 1961 wurden weitere 13 Einheiten vollendet und übergeben. Sie sind sehr den Schiffen der Projekt-588-Klasse ähnlich. In der Sowjetunion wurden sie als Binnenfahrgastschiffe auf der Wolga verwendet. Für ihre Zeit waren sie komfortable und zuverlässige Schiffe mit feiner Stromlinienform.

## Technische Beschreibung
Die Schiffe mit drei Passagierdecks werden von drei Dieselmotoren mit je 525 PS angetrieben. Viele Einheiten der Projekt-26-37-Klasse mit original slowakischer Einrichtung sind bis heute im Dienst. Ende 1980er Jahre, kurz vor dem Zerfall der Sowjetunion, wurde die Modernisierung der Schiffe ausgearbeitet und 1997 an einem der Schiffe verwirklicht.

## Liste der Schiffe Projekt 26-37 in der Ursprungs- und englischen Sprache
In der Liste ist der Ursprungsname des Flusskreuzfahrtschiffes angegeben, die Umbenennungen stehen in Klammern in chronologischer Reihenfolge:
Flusskreuzfahrtschiffe des Projekts 26-37:
| Schiffe der Oktyabrskaya-Revolyutsiya-Klasse | Schiffe der Oktyabrskaya-Revolyutsiya-Klasse                         | Schiffe der Oktyabrskaya-Revolyutsiya-Klasse                           | Schiffe der Oktyabrskaya-Revolyutsiya-Klasse                            |
| lfd. Nr.                                     | Originaler Ursprungsname                                             | Seine englische Version                                                | Deutsche Transkription                                                  |
| -------------------------------------------- | -------------------------------------------------------------------- | ---------------------------------------------------------------------- | ----------------------------------------------------------------------- |
| 1                                            | Октябрьская Революция                                                | Oktyabrskaya Revolyutsiya                                              | Oktjabrskaja Rewoljuzija                                                |
| 2                                            | Комарно (Волга Дрим)                                                 | Komarno (Volga Drim)                                                   | Komarno (Wolga Drim)                                                    |
| 3                                            | Мир (Афанасий Никитин)                                               | Mir (Afanasiy Nikitin)                                                 | Mir (Afanassi Nikitin)                                                  |
| 4                                            | Дружба (Капитан Рачков, Сергей Абрамов)                              | Druzhba (Kapitan Rachkov, Sergey Abramov)                              | Druschba (Kapitan Ratschkow, Segei Abramow)                             |
| 5                                            | XXI Съезд КПСС (Капитан Пушкарёв)                                    | XXI S'ezd KPSS (Kapitan Pushkaryov)                                    | XXI Sesd KPSS (Kapitan Puschkarjow)                                     |
| 6                                            | Яков Свердлов (Александр Бенуа)                                      | Yakov Sverdlov (Aleksandr Benua)                                       | Jakow Swerdlow (Aleksandr Benua)                                        |
| 7                                            | Андрей Жданов (Иван Кулибин)                                         | Andrey Zhdanov (Ivan Kulibin)                                          | Andrei Schdanow (Iwan Kulibin)                                          |
| 8                                            | Серго Орджоникидзе (Н. А. Некрасов)                                  | Sergo Ordzhonikidze (N. A. Nekrasov)                                   | Sergo Ordschonikidse (N. A. Nekrassow)                                  |
| 9                                            | Клемент Готвальд (Профессор Лукачев, Екатерина Великая, Родная Русь) | Klement Gotvald (Professor Lukachev, Yekaterina Velikaya, Rodnaya Rus) | Klement Gotwald (Professor Lukatschow, Ekaterina Welikaja, Rodnaja Rus) |
| 10                                           | Клара Цеткин                                                         | Klara Tsetkin                                                          | Klara Zetkin                                                            |
| 11                                           | Вацлав Воровский                                                     | Vatslav Vorovskiy                                                      | Wazlaw Worowski                                                         |
| 12                                           | Валерий Чкалов                                                       | Valeriy Chkalov                                                        | Waleri Tschkalow                                                        |
| 13                                           | Сергей Лазо (Президент)                                              | Sergey Lazo                                                            | Sergei Laso (President)                                                 |
| 14                                           | Н. Щорс (Михаил Танич)                                               | N. Shchors (Mikhail Tanich)                                            | N. Schtschors (Michail Tanitsch)                                        |

## Übersicht
| lfd. Nr. | Baunummer | Baujahr | Bild | Name                      | ehemalige Namen                                          | Reederei                                       | Reiseveranstalter                       | Bemerkung                                                                                |
| -------- | --------- | ------- | ---- | ------------------------- | -------------------------------------------------------- | ---------------------------------------------- | --------------------------------------- | ---------------------------------------------------------------------------------------- |
| 1        | 437       | 1957    |      | Oktyabrskaya Revolyutsiya |                                                          | Wolga-Reederei                                 | GAMA (Nischni Nowgorod)                 | Nischni Nowgorod - Astrachan                                                             |
| 2        | 438       | 1959    |      | Volga Drim                | Komarno, Rechnoye Oblako (bis 2005)                      | Wolga-Reederei, Sodbi                          | Alandia Cruises (USA)                   |                                                                                          |
| 3        | 439       | 1959    |      | Afanasiy Nikitin          | Mir                                                      | Wolga-Reederei                                 | GAMA (Nischni Nowgorod)                 | von 2006 bis 2007 teilweise modernisiert                                                 |
| 4        | 440       | 1960    |      | Sergey Abramov            | Druzhba (bis 1966), Kapitan Rachkov (bis 2004)           | Wolga-Reederei, Tsezarj Trevel (Цезарь Трэвел) | Цезарь Травел - Tsezarj Travel (Moskau) | modernisiert nach 26-37/311; in Moskau am 14. November 2011 ausgebrannt und gesunken     |
| 5        | 441       | 1960    |      | Kapitan Pushkaryov        | XXI S'ezd KPSS                                           | Wolga-Reederei                                 | Volga-Flot-Tur                          | Kapitän Mawljudow Wladimir, † (getötet am 19. September 2012); modernisiert nach 92-055; |
| 6        | 442       | 1960    |      | Aleksandr Benua           | Yakov Sverdlov (bis 2005)                                | Wolga-Reederei, Aljans-Grupp, Khora Co. (2010) | Infoflot                                | auch als Alexandre Benois an Bord geschrieben ; modernisiert nach 26-37/313;             |
| 7        | 443       | 1960    |      | Ivan Kulibin              | Andrey Zhdanov                                           | Wolga-Reederei                                 | GAMA                                    |                                                                                          |
| 8        | 444       | 1961    |      | N. A. Nekrasov            | Sergo Ordzhonikidze                                      | Wolga-Reederei, Aljans-Grupp                   | Infoflot                                | modernisiert nach 26-37/313;; Kapitän Alexei Anatoljewitsch Bykow (2011)                 |
| 9        | 445       | 1961    |      | Rodnaya Russ              | Klement Gotvald, Professor Lukachev, Yekaterina Velikaya | Wolga-Reederei, SK Ural auch Kamtur            | Sputnik-RMK (Perm)                      | total modernisiert 2006                                                                  |
| 10       | 446       | 1961    |      | Klara Tsetkin             |                                                          | Wolga-Reederei                                 |                                         | aufgelegt/verschrottet                                                                   |
| 11       | 447       | 1961    |      | Vatslav Vorovskiy         |                                                          | Wolga-Reederei                                 |                                         | aufgelegt/verschrottet                                                                   |
| 12       | 448       | 1961    |      | Valeriy Chkalov           |                                                          | Wolga-Reederei, SK Volga                       | Sputnik-Germes                          |                                                                                          |
| 13       | 449       | 1961    |      | President                 | Sergey Lazo                                              | Wolga-Reederei, Tsezarj Trevel - Цезарь Трэвел | Цезарь Травел - Tsezarj Trevel          |                                                                                          |
| 14       | 450       | 1962    |      | Mikhail Tanich            | N. Shchors (bis 2010)                                    | Wolga-Reederei, Agidel Kruis                   | Agidel-kruis (Moskau)                   | N. Shchors an Bord geschrieben                                                           |

### (A)
- Amur-Klasse, Projekt Q-003 (386)
- Volga-Klasse, Projekt Q-031
- Maksim-Gorkiy-Klasse, Projekt Q-040
- Vasiliy-Surikov-Klasse, Projekt Q-040A
- Ukraina-Klasse, Projekt Q-053
- Anton-Chekhov-Klasse, Projekt Q-056
- Sergey-Yesenin-Klasse, Projekt Q-065

### (CZ)
- Rossiya-Klasse, Projekt 785
- Valerian-Kuybyshev-Klasse, Projekt 92-016

### (D)
- Rodina-Klasse, Projekt 588
- Baykal-Klasse, Projekt 646
- Vladimir-Ilyich-Klasse, Projekt 301
- Dmitriy-Furmanov-Klasse, Projekt 302

### (H)
- Dunay-Klasse, Projekt 305